# Villalobosus lopezformenti
Villalobosus lopezformenti е вид десетоного от семейство Pseudothelphusidae.

## Разпространение
Видът е разпространен в Мексико (Оахака).